# Joseph Rank
Joseph Rank, född 10 juni 1816 i Friedrichsthal (Böhmerwald), död 27 mars 1896 i Wien, var en tysk författare.
Rank var en framstående odlare av bynovellen. Till hans bästa arbeten hör berättelserna Aus dem Böhmerwalde (1843, samling i 3 band 1851) och Von Haus zu Haus (1855; 2:a upplagan 1860) samt romanerna Achtspännig (1856; 2:a upplagan 1859), Ein Dorfbrutus (1861) och Der Seelenfänger (1876). Efter Ranks död utkom Erinnerungen aus meinem Leben (1896).